# 13700 Connors
13700 Connors (1998 MM36) là một tiểu hành tinh vành đai chính được phát hiện ngày 26 tháng 6 năm 1998 bởi Spacewatch ở Kitt Peak.